# Республиканский союз (Испания, 1934)
Республиканский союз (исп. Unión Republicana, UR) — центристская социально-либеральная партия, основанная в 1934 году известным политиком-республиканцем Диего Мартинесом Баррио в результате слияния нескольких небольших республиканских партий. Одна из ведущих партий Второй Испанской республики времён гражданской войны. После установления диктатуры Франко практически исчезла с политической сцены, действуя в изгнании в Мексике. Влилась в состав Испанского демократического республиканского действия.

## История

### Вторая республика
Республиканский союз был образован в результате слияния нескольких небольших республиканских партий, в том числе, Демократической радикальной партии Диего Мартинеса Баррио, основанной в мае 1934 года группой членов Радикальной республиканской партии Алехандро Лерруса, недовольных альянсом последнего с консерваторами из Испанской конфедерации независимых правых (CEDA).
В парламентских выборах 1936 года партия участвовала в составе широкой республиканской коалиции Народный фронт, получила 36 мест и стала четвёртой по величине партией страны. Сразу после выборов Мануэль Асанья, лидер Республиканской левой, третьей партии Испании, с согласия Народного фронта становится новым главой правительства и, заручившись поддержкой социалистов, формирует свой кабинет из представителей Республиканской левой и Республиканского союза. В новое правительство вошли 2 члена партии.
7 апреля 1936 года, победивший Народный фронт, опасаясь, что президент Республики, правый либерал Нисето Алькала Самора, встанет на сторону консервативных сил, добился его отставки, возпользовавшись конституционным положением о том, что парламент может отрешить от должности главу государства, дважды распустившего кортесы. Правые же не оказали президенту никакой поддержки, не рассматривая его в качестве своего союзника. В тот же день временным президентом становится лидер Республиканского союза Мартинес Баррио. Эту должность он занимал до 11 мая, когда его сменил новый президент, Мануэль Асанья.
После путча 17—18 июля, который хоть и не завершился свержением республиканских властей, но привёл к началу гражданской войны, Мартинес Баррио стал премьером-министром. На свой пост он был назначен 19 июля, чтобы убедить руководителей переворота сложить оружие и сдаться. Поняв, что гражданская война неизбежна, подал в отставку в тот же день.
Республиканский союз принимал участие во всех республиканских правительств во время гражданской войны, но играл незначительную роль, которая ещё больше снизилась начиная с первого правительства социалистов во главе с Ларго Кабальеро.

### В изгнании
В изгнании в Мексике Республиканский союз был одной из главных опор республиканского правительства в изгнании. Мартинес Баррио занимал пост президента Республики в изгнании более 16 лет, с 17 августа 1945 года до 1 января 1962 года. 13 августа 1951 года он назначил главой правительства в изгнании однопартийца Феликса Гордона Ордаса, который занимал свой пост до 9 мая 1960 года. Это назначение спровоцировало конфликт с левыми республиканцами, которые покинули правительство, обвинив своих союзников из Республиканского союза в монополизме. Впрочем, позднее союзные отношения двух партий восстановились и в 1960 году они объединились, образовав партию Испанское демократическое республиканское действие.

## Участие в правительстве
В период с 1936 по 1939 год посты в правительстве занимали следующие члены Республиканского союза:
- IV кабинет Мануэля Асаньи (19.02.1936—13.05.1936): Антонио де Лара и Сарате (министр юстиции) и Мануэль Бласко Гарсон (министр коммуникаций и торгового флота)
- Кабинет Сантьяго Касареса Кироги (13.05.1936 года—19.07.1936): Мануэль Бласко Гарсон (министр юстиции) и Бернардо Хинер де лос Риос Гарсия (министр коммуникаций и торгового флота)
- Кабинет Хосе Хираля и Перейры (19.07.1936—4.09.1936): Мануэль Бласко Гарсон (министр юстиции) и Бернардо Хинер де лос Риос Гарсия (министр коммуникаций и торгового флота)
- I кабинет Франсиско Ларго Кабальеро (4.09.1936 года—4.11.1936): Бернардо Хинер де лос Риос Гарсия (министр коммуникаций и торгового флота)
- II кабинет Кабальеро (4.11.1936—17.05.1937): Бернардо Хинер де лос Риос Гарсия (министр коммуникаций и торгового флота)
- I кабинет Хуана Негрина (17.05.1937—5.04.1938): Бернардо Хинер де лос Риос Гарсия (министр коммуникаций и транспорта)
- II кабинет Негрина (5.04.1937—1.04.1939): Бернардо Хинер де лос Риос Гарсия (министр коммуникаций и транспорта)